# Brünisried
Brünisried ist eine politische Gemeinde im Sensebezirk des Kantons Freiburg in der Schweiz. Sie liegt im Senseoberland.

## Geographie
Brünisried liegt auf 876 m ü. M., 11 km ostsüdöstlich der Kantonshauptstadt Freiburg (Luftlinie). Das Bauerndorf erstreckt sich auf einem Hochplateau westlich der Sense, am Fuss des Oberholzes, im voralpinen Hügelland des östlichen Freiburger Mittellandes.
Die Fläche des 3,2 km² grossen Gemeindegebiets umfasst einen Abschnitt des Hügellandes am Fuss der Freiburger Voralpen. Das Gebiet wird im Westen von der Waldhöhe des Oberholzes begrenzt, auf der mit 1038 m ü. M. der höchste Punkt von Brünisried erreicht wird. Auf 870 m ü. M. am Ostfuss dieser Höhe befindet sich das Plateau von Brünisried, das vom Fischbach zur Sense entwässert wird. Nach Norden erstreckt sich der Gemeindeboden in das Einzugsgebiet der Galtera. Von der Gemeindefläche entfielen 1997 7 % auf Siedlungen, 20 % auf Wald und Gehölze und 73 % auf Landwirtschaft.
Zu Brünisried gehören die Weiler Berg (932 m ü. M.) auf einem breiten Sattel östlich des Oberholzes, Menzisberg (933 m ü. M.) auf einem Vorsprung am Osthang des Oberholzes und Holzgassa (850 m ü. M.) oberhalb des Galteratals sowie zahlreiche Einzelhöfe. Nachbargemeinden von Brünisried sind St. Ursen, Tafers, Plaffeien und Rechthalten.

## Bevölkerung
Mit 700 Einwohnern (Stand 31. Dezember 2023) gehört Brünisried zu den kleineren Gemeinden des Kantons Freiburg. Von den Bewohnern sind 98,4 % deutschsprachig, 1,1 % französischsprachig, und 0,5 % sprechen Albanisch (Stand 2000). Die Bevölkerungszahl von Brünisried belief sich 1850 auf 277 Einwohner, 1900 auf 404 Einwohner. Im Verlauf des 20. Jahrhunderts pendelte die Bevölkerungszahl im Bereich zwischen 390 und 440 Einwohnern. Erst seit 1990 (457 Einwohner) wurde ein deutliches Bevölkerungswachstum verzeichnet.
Einwohnerzahlen: Volkszählungsdaten

## Wirtschaft
Brünisried war bis in die zweite Hälfte des 20. Jahrhunderts ein vorwiegend durch die Landwirtschaft geprägtes Dorf. Noch heute haben die Milchwirtschaft und die Viehzucht sowie in geringerem Mass der Ackerbau einen wichtigen Stellenwert in der Erwerbsstruktur der Bevölkerung. Weitere Arbeitsplätze sind im lokalen Kleingewerbe und im Dienstleistungssektor vorhanden, unter anderem in einer Schreinerei. In den letzten Jahrzehnten hat sich das Dorf auch zu einer Wohngemeinde entwickelt. Viele Erwerbstätige sind deshalb Wegpendler, die hauptsächlich in der Region Freiburg arbeiten.

## Verkehr
Die Gemeinde liegt abseits der grösseren Durchgangsstrassen an einer Verbindungsstrasse von Rechthalten nach Zumholz. Durch die Buslinie der Transports publics fribourgeois, die von Freiburg nach Plaffeien führt, ist Brünisried an das Netz des öffentlichen Verkehrs angebunden.

## Geschichte
Die erste urkundliche Erwähnung des Ortes erfolgte 1294 unter dem Namen Brunisriet. Seit dem Mittelalter gehörte Brünisried zur Herrschaft Plaffeien; kirchlich unterstand es der Pfarrei Rechthalten. 1445 kam das Dorf unter die Herrschaft von Freiburg und wurde der Alten Landschaft (Burgpanner) zugeordnet. Nach dem Zusammenbruch des Ancien Régime (1798) gehörte Brünisried während der Helvetik und der darauf folgenden Zeit zum Distrikt Freiburg, ab 1831 zum Deutschen Bezirk Freiburg, bevor es 1848 mit der neuen Kantonsverfassung in den neu geschaffenen Sensebezirk eingegliedert wurde. Erst 1831 wurde Brünisried eine selbständige politische Gemeinde.

## Vereine
Trotz der vergleichsweise geringen Einwohnerzahl gibt es in Brünisried 10 aktive Vereine.
In Brünisried gibt es unter anderem eine Musikgesellschaft, einen Kinder- und Jugendchor, einen Fussballclub und weitere Vereine.

## Sehenswürdigkeiten

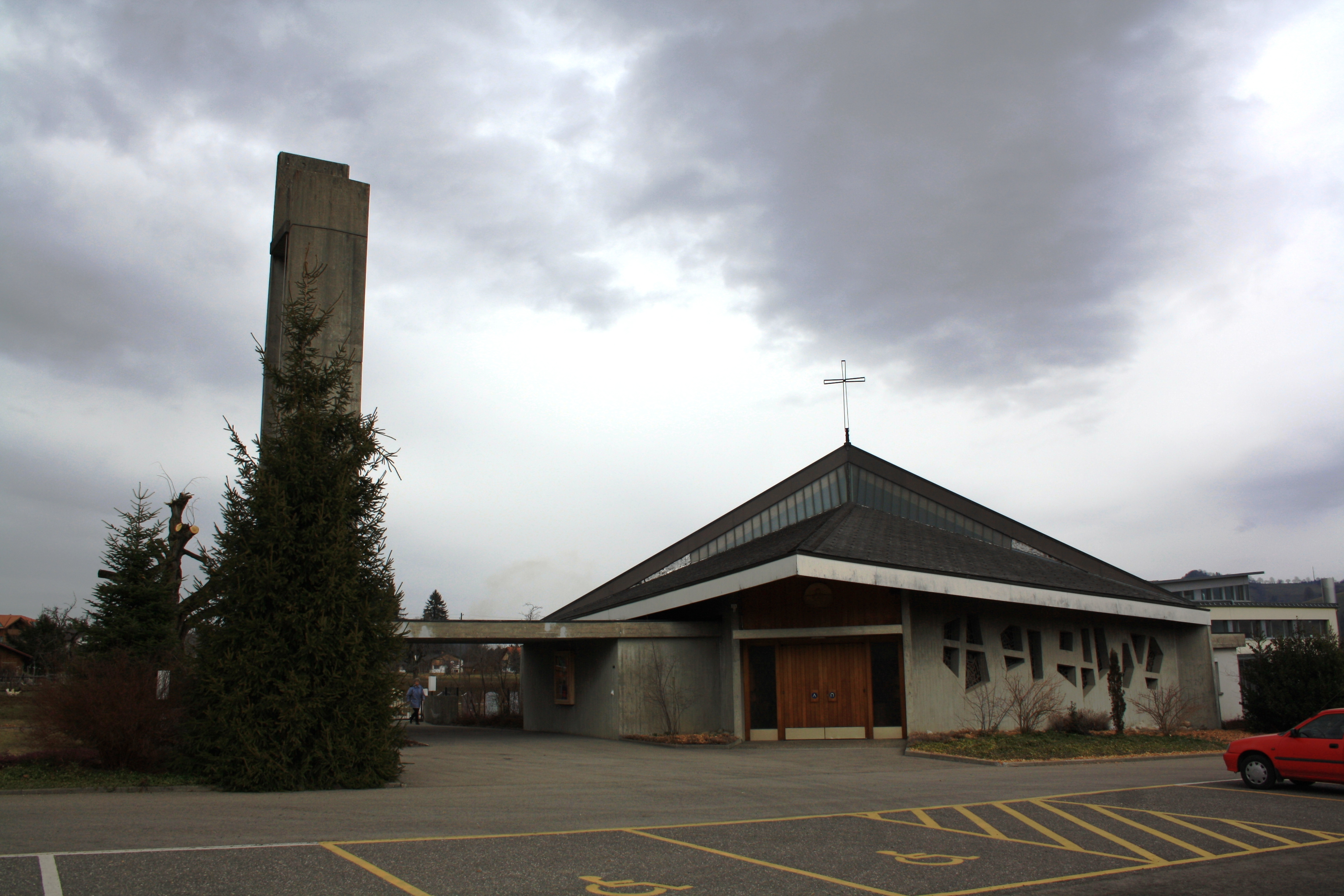
Römisch-katholische Kirche von Brünisried

Seit 1919 besass Brünisried eine eigene Kirche, die jedoch 1971 durch die heutige Dorfkirche ersetzt wurde. Auf der Höhe des Oberholzes steht das Buechechäppeli.

## Persönlichkeiten
- Pascal Jenny (* 1978), Schweizer Fussballspieler
- Hans-Peter Pellet (* 1970), Schweizer Schwinger